# توزیع فوق‌هندسی
توزیع فوقِ‌هندسی (به انگلیسی: Hypergeometric distribution) مجموعه ای از N عضو را در نظر بگیرید که k عضو آن دارای یک ویژگی و بقیه، فاقد این ویژگی هستند. مانند 500 لامپ موجود در یک جعبه که 300 تای آن سالم و بقیه معیوب باشند. حال فرض کنید می خواهیم از این مجموعه، n عضو به صورت تصادفی (بدون جایگذاری) انتخاب کنیم. دراین صورت اگر متغیر تصادفی X تعداد عناصری در n برداشت باشد که دارای ویژگی موردنظر هستند، می گوئیم X دارای توزیع فوق هندسی است. 

## تعریف
ابتدا برای درک بهتر این توزیع یک مثال مطرح می‌کنیم. فرض کنید از جعبه‌ای شامل D فیوز معیوب و N-D فیوز سالم، n فیوز را به‌طور تصادفی و بدون‌جایگذاری انتخاب‌کنیم. به‌علاوه فرض‌کنیدn، تعداد فیوزهای استخراجی از تعداد فیوزهای معیوب و فیوزهای سالم تجاوز نکند. فرض‌کنید متغیرتصادفی X تعداد فیوزهای معیوب خارج شده باشد. بنابراین:

تعریف: فرض کنید D,N و n اعداد صحیح و مثبت‌اند، با 
{\displaystyle n\leq min(D,N-D)}. دراینصورت،
{\displaystyle p(k)=P(X=k)={{{D \choose k}{{N-D} \choose {n-k}}} \over {N \choose n}}\quad \quad \quad for\quad k\in {0,1,2,...,n}}
را تابع جرم‌احتمال توزیع فوق‌هندسی می‌گویند.

## اثبات ترکیبیاتی تابع احتمال بودن
با استفاده از اتحاد ترکیبیاتی واندرموند به راحتی می‌توان نتیجه‌گرفت که

که با استفاده از آن برای همه‌ی مقادیر k به‌سادگی می‌توان 
{\displaystyle \sum _{k=0}^{n}p(k)=1} را نتیجه‌گرفت.

## متوسط و واریانس متغیرتصادفی فوق‌هندسی
برای متغیرتصادفی فوق‌هندسی X که در بالا تعریف شد داریم:

توجه‌کنید که اگر آزمایش ستخراج n قلم کالا از جعبه‌ای شامل D قلم کالای معیوب و N-D قلم کالای سالم را با جایگذاری انجام‌دهیم، دراینصورت X دارای توزیع دوجمله‌ای با پارامترهای n و{\displaystyle D \over N} است. پس:

اینها نشان‌ می‌دهند که اگر اقلام با جایگذاری انتخاب شوند، دراینصورت امیدریاضی X تغییر نمی‌کند اما واریانس X افزایش پیدامی‌کند. با وجود این اگر n بسیار کوچکتر از N باشد دراینصورت باتوجه به فرمول واریانس، استخراج باجایگذاری تقریب خوبی برای استخراج بدون‌ جایگذاری است.

## مثال
در یک کیسه 24 مهره وجود دارد که 4 تای آن قرمز و مابقی سفید هستند. اگر از این کیسه 6 مهره به تصادف و بدون جایگذاری برداریم وX تعداد مهره‌های قرمز باشد؛ توزیع احتمال X را به دست آورید. احتمال اینکه هیچ مهره قرمزی بدست نیاید چقدر است؟
داریم n=6 ,D=4 , N=24 بنابراین توزیع احتمال X فوق هندسی و به صورت زیر است:

در نتیجه احتمال اینکه هیچ مهره‌ای قرمز نباشد می‌شود: